# Маккензи, Слоан
Слоан Маккензи (англ. Sloan MacKenzie; род. 16 мая 2002, Галифакс) — канадская гребчиха-каноистка, бронзовый призёр летних Олимпийских игр 2024 года, чемпионка мира 2022 года, чемпионка панамериканских игр 2023 года. Участница летних Олимпийских игр 2024 года.

## Биография
Слоан Маккензи родилась 16 мая 2002 года в Галифаксе в Канаде.
На чемпионате мира в родной Канаде в 2022 году одержала победу в каноэ-четвёрках на дистанции 500 метров, впервые в карьере став чемпионкой мира.
В 2023 году на чемпионате мира в Дуйсбурге завоевала ещё две бронзовые медали в каноэ-двойках на дистанции 500 метров и в каноэ-четвёрках на дистанции 500 метров. Осенью на Панамериканских играх в Сантьяго стала победительницей в заездах на каноэ-двойках на дистанцию 500 метров.
На летних Олимпийских играх 2024 года в Париже, Слоан в каноэ-двойках на дистанции 500 метров в паре с Кэти Винсент стали бронзовыми призёрами.